# Ljukovo
Ljukovo (en serbe cyrillique : Љуково) est une localité de Serbie située dans la province autonome de Voïvodine. Elle fait partie de la municipalité d'Inđija dans le district de Syrmie (Srem). Au recensement de 2011, elle comptait 1 525 habitants.
Ljukovo, officiellement classé parmi les villages de Serbie, est une communauté locale, c'est-à-dire une subdivision administrative, de la municipalité d'Inđija.

## Géographie

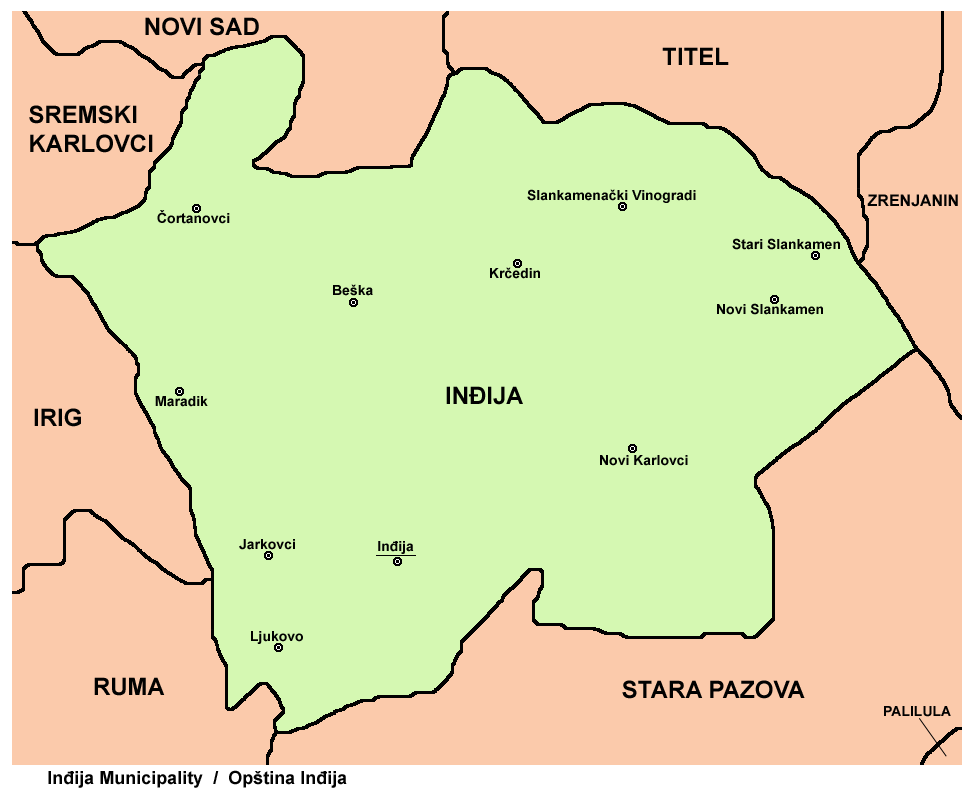
Localisation de Ljukovo dans la municipalité d'Inđija

Ljukovo se trouve dans la région de Syrmie.

## Démographie

### Évolution historique de la population
| 1948 | 1953 | 1961 | 1971 | 1981  | 1991  | 2002  | 2011  |
| ---- | ---- | ---- | ---- | ----- | ----- | ----- | ----- |
| 486  | 570  | 897  | 967  | 1 191 | 1 301 | 1 604 | 1 525 |

|  |

### Données de 2002
Pyramide des âges (2002)
En 2002, l'âge moyen de la population était de 36,6 ans pour les hommes et 39,9 ans pour les femmes.
Répartition de la population par nationalités (2002)
En 2002, les Serbes représentaient 94,88 % de la population ; le village abritait notamment une minorité de Croates (1,93 %).

### Données de 2011
En 2011, l'âge moyen de la population était de 41,9 ans, 40,3 ans pour les hommes et 43,4 ans pour les femmes.

## Sport
Ljukovo possède un club de football, le FK Ljukovo.